# València i l'expulsió dels moriscos
Al 1609 es va promulgar el decret d'expulsió dels moriscos. El Grau va ser un dels ports pels quals es van embarcar per a ser traslladats al nord d'Àfrica. En realitat, l'impacte directe de l'expulsió va ser escàs a la ciutat de València, ja que amb prou feines hi havia unes poques cases de moriscs, però va afectar sensiblement les rendes de molts nobles, la majoria dels residents a la capital, la qual cosa a la llarga va repercutir en l'economia de la ciutat. Pel que fa al conjunt del Regne de València, es van expulsar uns 135.000 moriscos, on representaven al voltant d'un 33%-34% de la població.

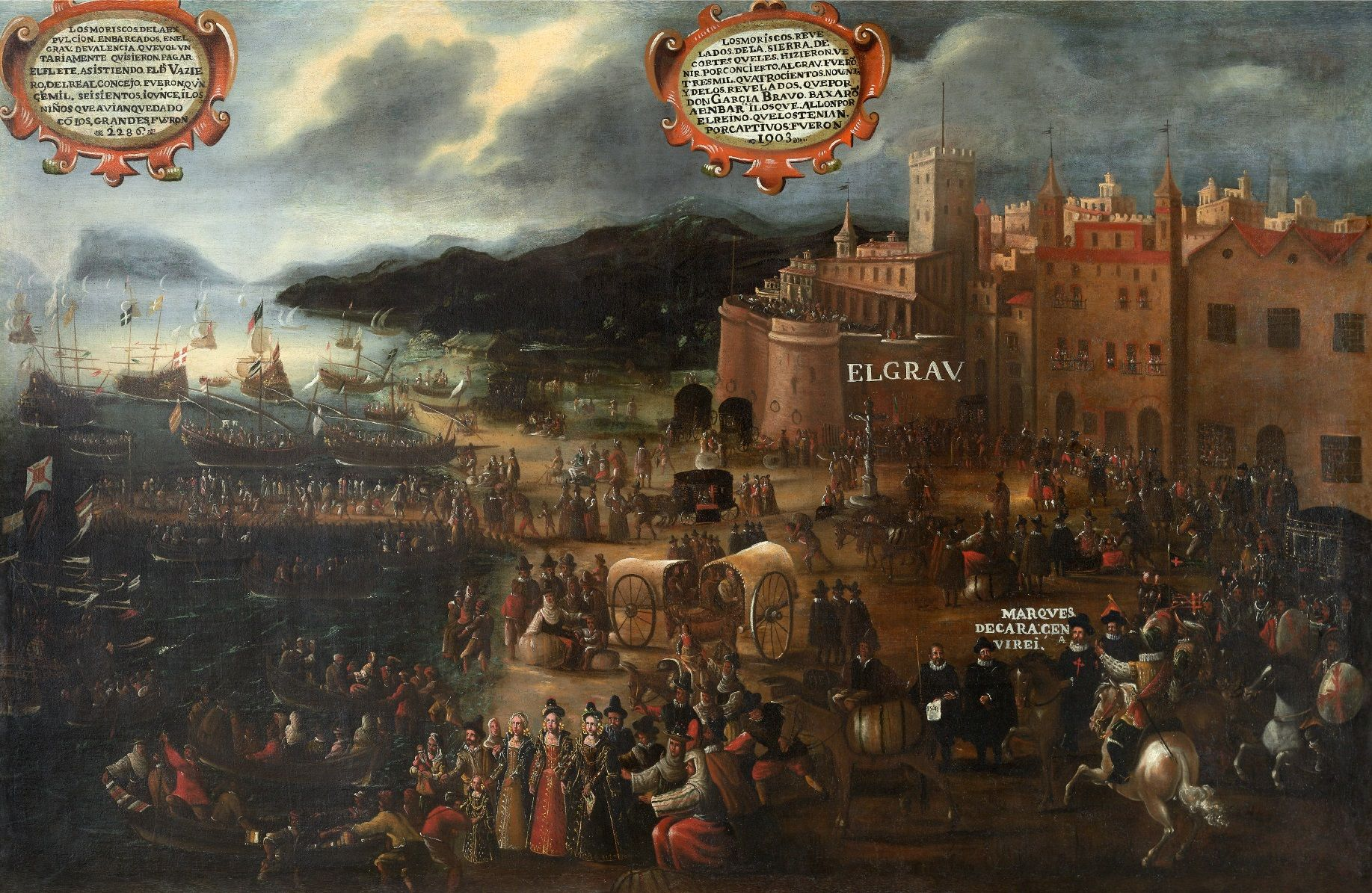
Expulsió dels moriscs des del Grau de València. Quadre de Pere Oromig.

El segle xvii, i en particular el llarg regnat de Felip IV (1621-1665), es van caracteritzar pel reforçament de les tendències absolutistes de la monarquia, la qual cosa es va reflectir a València en el progressiu control dels càrrecs municipals pel rei i la seua ingerència —a través del virrei— en competències que els furs atribuïen a la ciutat. Això va produir contínues tensions i l'enviament d'ambaixades de protesta a la cort. En esta conjuntura es va produir, l'any 1633, l'alçament dels llauradors de l'Horta que protestaven pel que consideraven imposts abusius introduïts per la ciutat sobre la producció i el consum dins del seu terme. Els sublevats van arribar a posar setge a València, la qual cosa va obligar els seus habitants a prendre les armes. El virrei, Pedro Fajardo de Zúñiga y Requesens, marqués dels Vélez, va aprovar inicialment les reivindicacions dels llauradors, la qual cosa va calmar la rebel·lió, però davant el malestar que va provocar esta mesura a la capital, a l'any següent es va arribar a un nou acord que satisfeia totes dos parts i no alterava greument les competències d'aquella.
A aquesta conjuntura adversa es van afegir successives epidèmies de pesta (les més greus el 1647 i 1652) que van reduir la població en un terç, i una calamitosa riuada del Túria el 1651. L'economia es va mantindre estancada quasi tota la centúria, i només va manifestar símptomes de recuperació a les dècades finals, en part per la crisi política que va viure Catalunya durant aquells anys. La burgesia mercantil autòctona pràcticament havia desaparegut i el comerç d'exportació i importació estava en mans d'estrangers. La inexistència d'un port de mar en condicions era una de les causes que dificultaven el comerç, per la qual cosa la ciutat va promoure a l'acabament de segle diverses iniciatives encaminades a construir-ne un, encara que no van arribar a portar-se a terme.
El xvii, de totes maneres, va ser el gran segle del cerimonial barroc, de les entrades reials, de les processons multitudinàries omplides de fervor religiós, dels protocol·laris actes públics, de la festa, en fi, concebuda com l'espectacle del poder. En ocasió d'aquestes celebracions la ciutat es transformava: els palaus exhibien a les seues façanes tapissos, teles, espills i cornucòpies, s'alçaven arcs triomfals efímers, s'il·luminaven els carrers mitjançant fanals, torxes i ciris, de manera que hi havia una atmosfera màgica que meravellava el poble. Alguna cosa d'aquesta teatralitat s'ha perpetuat actualment en manifestacions com els Miracles de Sant Vicent Ferrer o el Corpus Christi.